# Kosuke Saito
Kosuke Saito (斉藤広佑 Saitō Kōsuke?,  17 de diciembre de 1983) es un DJ y compositor de música para VSRGs. Es más conocido por su participación en la serie de Konami Bemani. Ha producido música bajo varios alias diferentes, como kors k, StripE, y teranoid.

## Carrera
Fue influenciado desde sus inicios por Tetsuya Komuro, y así decidió aprender a tocar el sintetizador. A raíz de la popularidad de los remixes J-pop, empezó a interesarse en la música club.
Desde beatmania IIDX 11 IIDXRED, Saito comenzó a utilizar el nombre teranoid. Declaró que no deseaba estar atado a un cierto estilo musical por su identidad, por lo que utilizó otros nombres para diferentes estilos de música.  Con el tiempo reveló que también usó el nombre de StripE e Eagle al grabar canciones.
Durante las competiciones de BEMANI PRO LEAGUE, kors k fue de árbitro para iniciar partidas en esports GINZA studio.
Desde que apareció la canción "kors k's How to make OTOGE CORE", uno de sus canales de Youtube fue renombrada a "Channel K".

## Canciones producidas
La mayoría está firmada como "Kors K". El texto entre paréntesis indica "(Juegos:Alias o Artista/banda)".

### Beatmania IIDX
- 4th Style
  - Clione
- 9th Style
  - traces -tracing you mix- (TaQ/remixed by kors k feat. U)
- 10th Style
  - Love Is Eternity
- 11 IIDX RED
  - HORIZON(Lia)
  - gigadelic (teranoid&MC Natsack）
- 12 Happy Sky
  - Get'em up to R.A.V.E (Disconation)
  - SigSig
  - ラクエン (Chonan Chiharu)
- 13 DistorteD
  - tripping contact (kors k VS teranoid)
  - tripping contact (teranoid&MCnatsack Remix) (kors k vs teranoid)
  - Power of Love (kors k feat.PSY)
  - ay carumba!!!! (teranoid&MC Natsack)
  - SOLID STATE SQUAD (Consola/IIDX 17 SIRIUS:kors k VS. L.E.D.)
  - Feelin' Me (Spiritual Dub) (Consola)
- 14 GOLD
  - the shadow
  - heaven above
  - FIRE FIRE (DDR X2:StripE)
  - Chain of pain (Consola:kors k VS. 猫又Master+)
  - THE DETONATOR (Consola:teranoid vs L.E.D-G)
  - The Gold (Consola)
- 15 DJ TROOPERS
  - evergreen (Consola:Hardcore United Tokyo(teranoid & DJ TECHNORCH))
  - Rising in the Sun (original mix) (kors k feat. Rie)
  - Now and Forever (StripE vs MUNETICA feat. ARISA)
  - ICARUS (Eagle)
  - BRAINSTORM (Consola:Hardcore United Tokyo(teranoid & DJ TECHNORCH))
  - Lurking Mission (Consola)
- 16 EMPRESS
  - smooooch・∀・
  - THE SHINING POLARIS (kors k mix) (Remixed by kors k) - Del álbum de L.E.D "電人K"
  - Flash Back 90's (kors k as disconation)
  - Programmed World (kors k as StripE)
  - Sunshine Hero (Consola:kors k feat.Mari*Co)
- 17 SIRIUS
  - Bad Maniacs (kors k as teranoid)
  - Programmed Sun
  - D (Eagle)
- 18 Resort Anthem
  - Programmed Life - del álbum "Ways For Liberation"
  - Bounce Bounce Bounce (kors k feat.Kanata Okajima&楽天斎)
  - Kailua
- 19 Lincle
  - Drive Me Crazy (kors k feat.古川美鈴)
  - Release The Music
  - The Sampling Paradise (Mamonis)
- 20 tricoro
  - Echo Of Forever
  - I know You know (Suke+Suke feat. Ribbon)
  - S!ck (DDR A:Eagle)
  - New Lights
- 21 SPADA
  - Insane Techniques
  - Hypersonik (Eagle)
- 22 PENDUAL
  - On My Wings(Hardstyle IIDX)
  - Say YEEEAHH
  - Reflux (Eagle)
- 23 copula
  - Uh-Oh
  - M4K3 1T B0UNC3
  - NZM (The 4th) - la banda fue formada por él y por Ryu☆.
- 24 SINOBUZ
  - Super Rush
  - Rave Cannon
  - Caterpillar (Eagle)
- 25 CANNON BALLERS
  - Battleground
  - Boomy and The Boost (Eagle)
- 26 Rootage
  - Wonderland
  - Glory (kradness)
  - Mächö Mönkey
- 27 HEROIC VERSE
  - Nasty Techniques
  - POP TEAM EPIC(kors k Remix)
  - Rave Patroller (Eagle)
- 28 BISTROVER
  - Here We Are (The 4th feat.ここなつ) - la única canción de HinaBitter creada para IIDX.
  - Empire of Fury
  - Rub-a Dub-a
  - Tiempo Loco (Bistro Landing:kors k feat.Hboy)
- 29 CastHour
  - Purple Perplex (Eagle)
  - kors k's How to make OTOGE CORE
- ULTIMATE MOBILE
  - Fire Beat (BISTROVER)

### Pop'n Music
- the keel (Nu-Style Gabba Mix)  (16 PARTY♪:canción original de Toshihiro Mizuno)
- 踊るフィーバーロボ Eu-Robot mix (17 THE MOVIE:canción original por Jun Wakita)
- Ge-Ko-Ku-Jo (18 せんごく列伝)
- Remain (19 TUNE STREET:ZERO+ZIBA) - con wac
- Der Wald (kors k Remix) (20 fantasia:エレハモニカ remixed by kors k)
- Bleep Beep Bop (Sunny Park)
- Hatcha Metcha Party (ラピストリア)
- Innocence (ラピストリア:ZERO+ZIBA) - Con BEMANI Sound Team "wac"

### Dance Dance Revolution
- dirty digital (Dance Dance Revolution Universe 3 (Xbox 360)/DDR X2)
- Your Angel (Dance Dance Revolution Universe 3 (Xbox 360)/DDR X2:DM Ashura feat. kors.k)
- oarfish (Dance Dance Revolution Universe 3 (DLC) (Xbox 360)/DDR X2)
- ALL MY LOVE (DDR X2:feat ЯIRE)
- Decade (DDR X2:DJ Taka contra Kors k)
- Poseidon -kors k mix- (DDR X2:NAOKI underground)
- Programmed Universe (DDR X3)
- PARANOiA (kskst mix)  (DDR X3:180)
- Monkey Business (DDR(2013))
- 8000000 (DDR(2014)) - aparece en el evento "BEMANI SUMMER DIARY", en donde también involucra a pop'n music.
- Far east nightbird kors k Remix -DDR edit ver- (DDR A (EXTRA SAVIOR):猫叉Master)
- Last Card (DDR A20+ (EXTRA EXCLUSIVE))

### GITADORA
- Rush!! (GuitarFreaks y DrumMania XG3/jubeat copious APPEND)
- Speeders (GITADORA:kors k feat. 吉河順央)

### Jubeat
- Special One (jubeat/DDR A)
- Shine On Me (knit)
- The Wind of Gold (copious APPEND/DDR 2013)
- トゲノマユ  (plus/canción original de Magokoro Ikuta)
- Gimme a Big Beat (saucer)
- Ark (Qubell)
- Welcome!! (clan)
- In Your EyEs (festo)

### Reflec Beat
- Juicy  (REFLEC BEAT:kors k Lovers DJ Yoshitaka)
- Gymnopedie -kors k mix- (REFLEC BEAT:Hiroyuki Togo)
- Wuv U (REFLEC BEAT)
- Flip Flap (RB limelight)
- Mind Mapping -kors k mix- (RB limelight:Ryu☆)
- Our Faith (RB colette)
- WHITE BREATH (RB colette:BONUS)  - Con Sota Fujimori.
- Going My Way (RB colette:BONUS)
- Playing with Fire (RB colette)
- Ground Shake (RB colette)
- Poochie (RB Groovin/DDR(2014) (EXTRA SAVIOR))
- Rush!! (Remix!!) (RB Groovin)
- super duper recers(kors k&numb'n'dub) (RB Groovin UPPER)
- I'm on Fire (RB Groovin UPPER)
- HELL SCAPER(kors k Remix) - Remix de "HELL SCAPER", de BEMANI Sound Team "L.E.D.LIGHT-G"
- Sapphire (RB VOLZZA)
- Point of No Return (RB 悠久のリフレシア)

### Sound Voltex
- Pure Evil
- Virtual Sunrise

### DANCERUSH STARDOM
- ✝渚の小悪魔ラヴリィ〜レイディオ✝ (STARDOM Remix)
- Garuda
- DANCERUSH STARDOM ANTHEM (kors k feat.福島蘭世)
- CHAPTER lI(Ready Go) (kors k feat.福島蘭世 with 呉圭崇)

### Walk It Out
- Break The Rule (kors k feat. ЯIRE)
- Still Shine... (Suzuyo Miyamoto)

## Discografía
- Disconation
- teranoid underground edition (composición parcial)
- teranoid overground edition (composición parcial)
- teranoid overground edition KOJA YUKINO (composición parcial)
- teranoid overground edition 1.04 (composición parcial)
- teranoid anthems-live@underground (composición parcial)
- enigmatic LIA (composición parcial)
- enigmatic LIA2 (composición parcial)
- teranoid underground edition - For DJs Only Black (composición parcial)
- Ways for Liberation